# Кафаница близу СИС-а
Кафаница близу СИС-а је српска телевизијска серија снимана 2007. године у режији Милана Кнежевића и представља наставак серије Агенција за СИС.

## Радња
Спиридон је отворио кафаницу, близу агенције која решава све проблеме свих клијената. Пошто је заузет око кафане и често није у агенцији мења га Роза, али је често надгледа и шпијунира.

## Улоге
| Глумац                  | Улога                     |
| ----------------------- | ------------------------- |
| Никола Симић            | Спиридон Дон Карамарковић |
| Богољуб Митић           | Муља                      |
| Катарина Марковић       | Роза                      |
| Миленко Павлов          | Сотир                     |
| Дејан Тончић            | Анђелко                   |
| Божидар Стошић          | Живко                     |
| Марко Николић           | Боги                      |
| Младен Нелевић          | Боњо                      |
| Биљана Николић          | Оливера                   |
| Власта Велисављевић     | деда Аврам                |
| Тања Пјевац             | Лепосава                  |
| Ана Сакић               | Мерлинка                  |
| Слободан Нинковић       | Риста                     |
| Драго Чумић             | Џон                       |
| Радисав Радојковић      | Мита                      |
| Борис Комненић          | Стева                     |
| Горица Поповић          | Деса                      |
| Јелица Сретеновић       | Милица                    |
| Марко Стојановић        | Славко                    |
| Душан Јакишић           | Павле                     |
| Зоран Ранкић            | Миодраг                   |
| Бранко Јеринић          | Пантелија                 |
| Марија Јакшић           | Вукица                    |
| Соња Кнежевић           | Веселинка                 |
| Љиљана Цинцар-Даниловић | Хармоника                 |
| Небојша Љубишић         | Гитара                    |